# 장세주
장세주(張世宙, 1953년~ )는 동국제강 대표이사 회장을 지낸 대한민국의 기업인이다. 그의 현재 주요 거주지는 대한민국 서울 종로구이다.

## 학력
- 1972년 2월 서울중앙고등학교 졸업
- 1976년 2월 연세대학교 이공대학(현 이과대학, 공과대학) 학사
- 1981년 1월 메릴랜드 주립 타우슨 대학교 대학원 경제학 석사

## 경력
- 1978년 7월 동국제강 입사
- 1980년 8월 동국제강 인천공장 제강과 대리
- 1981년 7월 동국제강 본사 회계과 과장
- 1983년 3월 동국제강 일본지사 차장
- 1986년 9월 한국철강(주) 상무
- 1988년 4월 천양항운(주) 사장
- 1991년 6월 동국제강 상무(인천제강소장)
- 1993년 1월 동국제강 전무(기획조정실장)
- 1998년 1월 동국제강 대표이사 전무(경영기획실장)
- 1998년 3월 동국제강 대표이사 부사장(영업본부장)
- 1999년 12월 동국제강 대표이사 사장
- 2001년 동국제강 대표이사 회장
- 2004년~2011년 유니온스틸(주) 대표이사 회장
- 2006년 1월 자유민주연합 경제특임고문
- 2012년 한국철강협회 부회장
- 2013년 전국경제인연합회 부회장
- 전국경제인연합회 부회장
- 재단법인 한미동맹재단 자문

## 수상
- 금탑산업훈장
- 제12회 상공대상(노사협조 부문)

## 범죄
그는 2005년부터 2015년 3월까지 동국제강 인천제강소 파철을 무자료로 판매해 회삿돈 88억원을 횡령하고, 가족 명의 계열사로 급여·거래 내역을 조작해 34억원을 챙기는 등 총 122억원을 횡령하고 2003년부터 2010년까지 공장 설비 리베이트 등에서 이면계약을 맺고, 회삿돈 86억원 상당을 미국 법인으로 빼돌린 혐의로 기소되어 유죄판결을 받았다. 2001년부터 2013년 10월까지 횡령한 돈을 사용해 미국 라스베이거스 카지노에서 80억여원 상당의 바카라 도박을 하여 유죄판결을 받았다. 재판부는 징역 3년6개월에 추징금 14억1894만원을 선고했다. 그는 3년간 복역하다 가석방되었으며, 2022년 8월 사면복권되었다.

## 자산
보통적 봉급은 급여 1,236,000,000원을 비롯하여 기타근로소득 331,000,000원과 퇴직소득 2,510,000,000원과 월 급여액 87,000,000원과 이사퇴직금지급규정상 산출 퇴직소득 2,840,000,000원(동국제강 2015년 6월 반기보고서 기준) 
 보통적 순자산은 1,990,000,000원(2013년 주택 재산 기준)

## 같이 보기
- 동국제강
- 전국경제인연합회
- 한국경영자총협회